# Associazione Sportiva Casale F.B.C. 1951-1952
Questa voce raccoglie le informazioni riguardanti l'Associazione Sportiva Casale F.B.C. nelle competizioni ufficiali della stagione 1951-1952.

## Rosa
| N. |                   | Ruolo | Calciatore        |
| -- | ----------------- | ----- | ----------------- |
|    | Italia (bandiera) | A     | G. Barberis       |
|    | Italia (bandiera) | A     | A. Brena          |
|    | Italia (bandiera) | C     | Francesco Canessa |
|    | Italia (bandiera) | A     | A. Colombari      |
|    | Italia (bandiera) | A     | Paolo Erba        |
|    | Italia (bandiera) | C     | G. Ferraris       |
|    | Italia (bandiera) | D     | Renato Ferrarotti |
|    | Italia (bandiera) | A     | Domenico Gambino  |

| N. |                   | Ruolo | Calciatore       |
| -- | ----------------- | ----- | ---------------- |
|    | Italia (bandiera) | D     | A. Ghisio        |
|    | Italia (bandiera) | C     | Giovanni Menozzi |
|    | Italia (bandiera) | D     | Giovanni Molino  |
|    | Italia (bandiera) | A     | Giovanni Operto  |
|    | Italia (bandiera) | A     | Franco Pansa     |
|    | Italia (bandiera) | A     | F. Rosolia       |
|    | Italia (bandiera) | P     | G. Stramignoni   |